# سرافیم رز

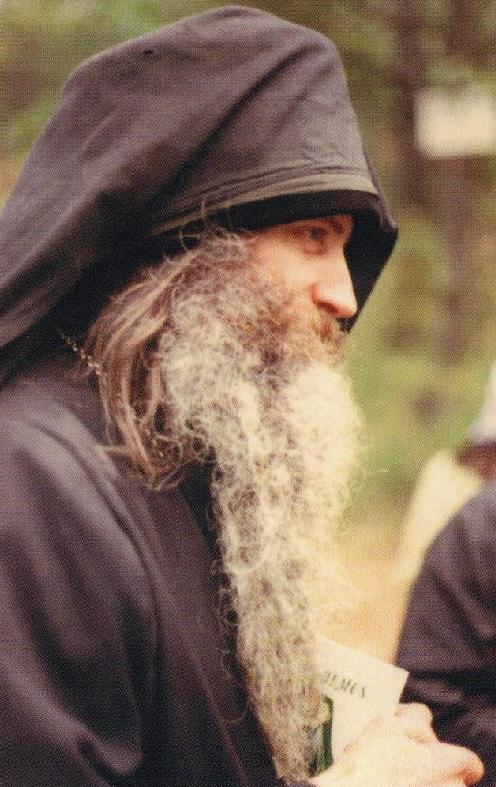
پدر سرافیم رز

سرافیم رُز (متولد با نام یوجین دنیس رُز؛ ۱۳ اوت ۱۹۳۴ – ۲ سپتامبر ۱۹۸۲)، که با عنوان سرافیم پلاتینا نیز شناخته می‌شود، یک کشیش و هیئروراهب آمریکایی از کلیسای ارتدوکس روسی خارج از روسیه بود که در تأسیس صومعه سنت هرمان آلاسکا در پلاتینا، کالیفرنیا، مشارکت داشت. او متون مسیحیت ارتدوکس شرقی را ترجمه کرد و چندین اثر تألیف نمود. نوشته‌های او به گسترش مسیحیت ارتدوکس شرقی در سراسر غرب کمک کرده‌اند؛ محبوبیت او به خود روسیه نیز کشیده شد، جایی که آثارش در دوران کمونیستی به صورت مخفیانه تکثیر و به شیوهٔ سامیزدات (انتشارات زیرزمینی) توزیع می‌شد و امروزه نیز محبوبیت خود را حفظ کرده است.
مخالفت رُز با مشارکت ارتدوکس شرقی در جنبش اکومنیکال (وحدت کلیساها) و حمایت او از «آموزهٔ خانه‌های عوارضی» بحث‌برانگیز بود که او را با برخی شخصیت‌های برجستهٔ ارتدوکس قرن بیستم درگیر کرد و او حتی پس از مرگ ناگهانی‌اش بر اثر یک اختلال روده تشخیص‌داده‌نشده در سال ۱۹۸۲، در برخی محافل همچنان بحث‌برانگیز باقی مانده است. گرچه او رسماً توسط هیچ شورایی قدیس شناخته نشده است، بسیاری از مسیحیان ارتدوکس شرقی برای او احترام زیادی قائلند و او را در شمایل‌نگاری، مراسم عشای ربانی (لیترژی) و دعا گرامی می‌دارند.
صومعهٔ رُز در حال حاضر وابسته به کلیسای ارتدوکس صربستان است و به کار او در زمینهٔ انتشارات و فعالیت تبشیری ارتدوکس شرقی ادامه می‌دهد.

## اوان زندگی
وجین رُز در ۱۳ اوت ۱۹۳۴ در سن دیگو، کالیفرنیا به دنیا آمد. پدرش، فرانک رُز، از کهنه‌سربازان جنگ جهانی اول بود که به همراه همسرش اِستِر رُز، مادر یوجین، اولین «کرمِل کُرن شاپ» شهر را اداره می‌کرد. اجداد او از فرانسه، نروژ و هلند به ایالات متحده آمده بودند.
استر علاوه بر اینکه یک زن بازرگان بود، هنرمندی کالیفرنیایی بود که در ارائه‌های امپرسیونیستی از مناظر ساحل اقیانوس آرام تخصص داشت. یوجین که در سن دیگو بزرگ شد، بقیه عمر خود را کالیفرنیایی ماند. خواهر بزرگتر او، آیلین رُز باسْبی، نویسنده، عضو منسا، و کارشناس عتیقه‌جات بود؛ برادر بزرگترش نیز فرانک رُز، یک تاجر محلی بود.
گرچه رُز در جوانی توسط یکی از زندگی‌نامه‌نویسانش «ورزشکاری بالفطره» توصیف شده است، اما او به‌طور جدی به ورزش نمی‌پرداخت. رُز در ۱۴ سالگی در یک کلیسای متدیست غسل تعمید یافت، اما بعدها مسیحیت را رها کرد و به الحاد گرایید. پس از فارغ‌التحصیلی از دبیرستان سن دیگو، او در کالج پومونا تحصیل کرد، جایی که فلسفهٔ چینی خواند و در سال ۱۹۵۶ با افتخار فراوان (magna cum laude) فارغ‌التحصیل شد. در دوران تحصیل در پومونا، او برای ود مهتا، دانشجوی نابینایی که بعدها به یک نویسنده سرشناس تبدیل شد، کتاب‌خوان بود. مهتا در دو کتاب خود به رُز اشاره کرده است که یکی از آن‌ها کتاب خاطراتی به نام «نور دزدیده شده» است: «من بسیار خوش‌شانس بودم که جین را به عنوان یک خواننده یافتم. … او با چنان وضوحی می‌خواند که تقریباً این توهم را داشتم که او در حال توضیح دادن چیزهاست.» پس از آن، رُز زیر نظر آلن واتس در آکادمی آمریکایی مطالعات آسیایی تحصیل کرد و سپس وارد برنامهٔ کارشناسی ارشد در رشتهٔ زبان‌های شرقی در دانشگاه کالیفرنیا، برکلی شد، جایی که در سال ۱۹۶۱ با پایان‌نامه‌ای با عنوان «تهی‌بودگی» و «پُری» در لائوتسه فارغ‌التحصیل شد.

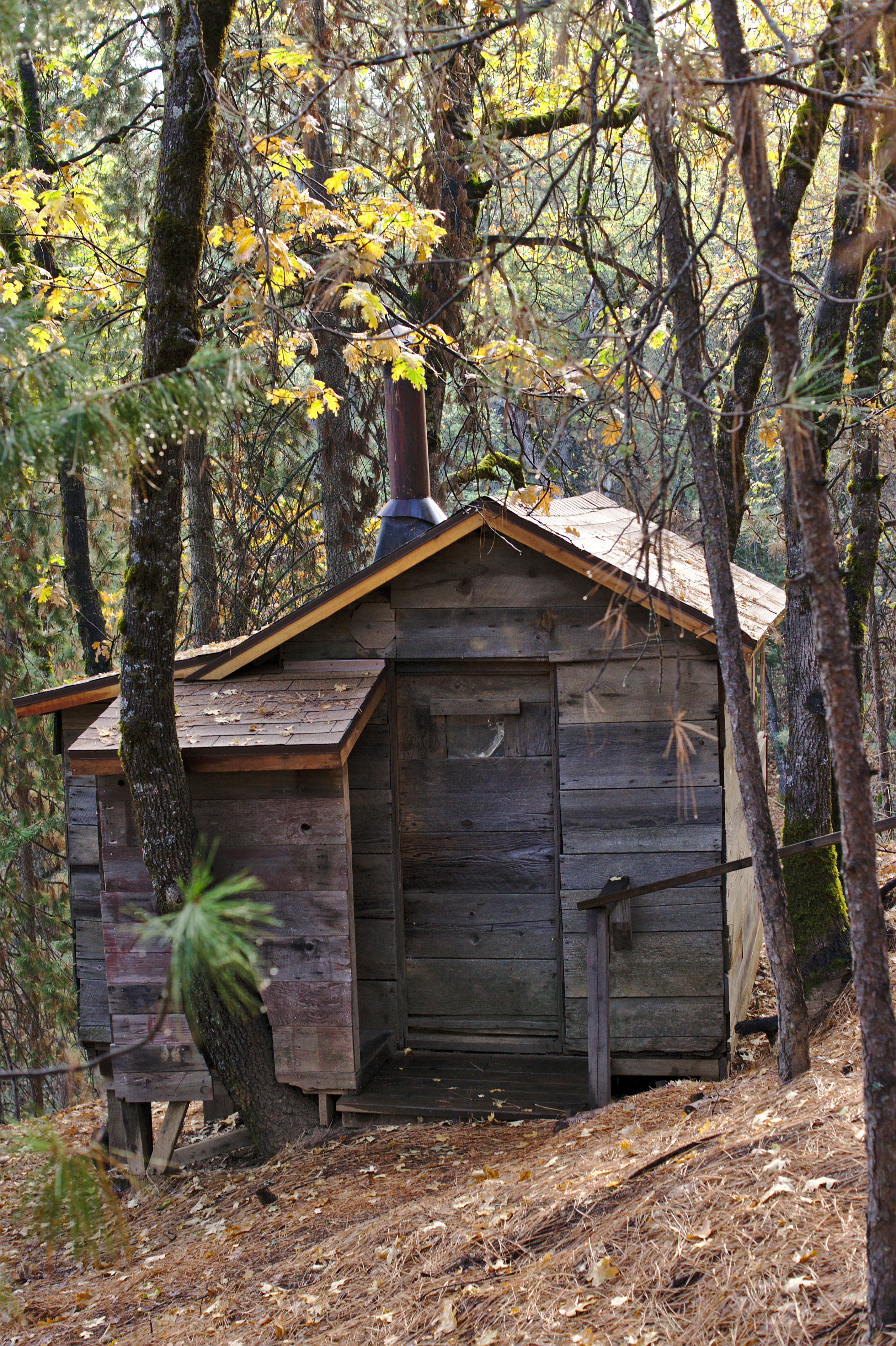
سلول (اتاق) رُز در صومعه سنت هرمان آلاسکا

رُز علاوه بر استعدادش در زبان‌ها، به داشتن حس شوخ‌طبعی و ذکاوت بالا نیز معروف بود. او از اپرا، کنسرت‌ها، هنر، ادبیات، و دیگر فرصت‌های فرهنگی فراوان موجود در سانفرانسیسکو لذت می‌برد، جایی که پس از فارغ‌التحصیلی در آنجا ساکن شد و به کاوش در بودیسم و دیگر فلسفه‌های آسیایی پرداخت.

## سیاحت روحانی
رُز در حین تحصیل در مؤسسهٔ آسیایی واتس، نوشته‌های رنه گنون، متافیزیک‌دان فرانسوی را مطالعه کرد و همچنین با گی-مینگ شین، یک محقق تائوئیست چینی، ملاقات نمود. شین بر رویکرد باستانی چینی به یادگیری تأکید می‌کرد و برای دیدگاه‌ها و متون سنتی، ارزشی بیش از تفاسیر مدرن‌تر قائل بود. رُز با الهام از شین، به مطالعهٔ چینی باستان پرداخت تا بتواند متون اولیهٔ تائوئیستی را به زبان اصلی‌شان بخواند. رُز از طریق تجربیات خود با شین و نوشته‌های گنون، به دنبال یک سنت معنوی اصیل و ریشه‌دار برای خود بود.
رُز در سن ۲۲ سالگی در سال ۱۹۵۶، و در حالی که هنوز در کالج پومونا بود، تمایل به همجنس‌گرایی پیدا کرد. در طول یک رابطه با جان گرگرسن، رُز با کلیسای ارتدوکس روس در خارج از کشور آشنا شد. در حالی که این رابطه برای مدت قابل توجهی ادامه داشت، گرگرسن علی‌رغم علاقهٔ رو به رشد رُز، علاقه‌اش را به ارتدکس از دست داد. رُز در نهایت به این رابطه پایان داد و بعدها دربارهٔ دورهٔ پیش از گرویدن خود اظهار نظر کرد و گفت: «من در جهنم بودم. می‌دانم جهنم چیست.» گزارش شده است که رُز پس از گرویدنش، گرایش جنسی خود را به‌طور آشکارا ابراز نکرد. گرایش جنسی رُز پس از اینکه در زندگی‌نامهٔ «سرافیم رُز» اثر کتی اسکات در سال ۲۰۰۰ علنی شد، در میان برخی از ایمانداران ارتدوکس شرقی به موضوعی بحث‌برانگیز تبدیل گشت.

## ارتدکس شرقی
در سال ۱۹۶۲، رُز در سانفرانسیسکو به عضویت کلیسای ارتدوکس روسی خارج از روسیه پذیرفته شد. او به سرعت خود را نزد اسقف سانفرانسیسکو، یوحنا ماکسیموویچ، به عنوان یک تازه ایمان‌آوردهٔ جدی و اهل مطالعه متمایز کرد. در سال ۱۹۶۳، اسقف اعظم یوحنا، رُز و دوست جدیدش، گلب پودموشنفسکی، یک طلبهٔ ارتدوکس روس را برای تشکیل یک جامعه از کتابفروشان و ناشران ارتدوکس شرقی به نام «اخوت سنت هرمان آلاسکا» برکت داد. در مارس ۱۹۶۴، رُز یک کتابفروشی ارتدوکس شرقی را در کنار کلیسای جامع باکره مقدس در بلوارگیری سانفرانسیسکو، که در آن زمان در حال ساخت بود، افتتاح کرد. در سال ۱۹۶۵، این اخوت انتشارات سنت هرمان پرس را تأسیس کرد که هنوز هم فعال است.
رُز که به‌طور فزاینده‌ای به سبک زندگی گوشه‌گیرانه‌تر کشیده می‌شد، اجتماع رُز در نهایت تصمیم گرفت شهر را ترک کرده و به بیابان‌های شمال کالیفرنیا برود، جایی که رُز و پودموشنفسکی در سال ۱۹۶۸ راهب شدند و اخوت سنت هرمان آلاسکا را به یک جامعه رهبانی تمام‌عیار تبدیل کردند. والدین رُز پیش‌پرداخت قلهٔ کوهی در نزدیکی روستای دورافتاده پلاتینا را فراهم کردند، جایی که رُز و برخی دوستانش صومعه‌ای به نام هرمان آلاسکا ساختند. در مراسم تراشیدن موی سر (آغاز رهبانیت) خود، در اکتبر ۱۹۷۰، رُز نام «سرافیم» را به یاد سرافیم ساروف دریافت کرد. او در سلول خود، که یک کابین یک‌اتاقه بدون آب لوله‌کشی و برق بود، می‌نوشت، ترجمه می‌کرد و برای کشیش شدن مطالعه می‌کرد و بقیه عمر خود را در آنجا گذراند. او در سال ۱۹۷۷ توسط اسقف نکتاری سیاتل، فرزند روحانی نکتاریوس اپتینا، آخرینِ استارتسیای بزرگ اپتینا، منصوب شد.
در خدمت خود، رُز مکرراً از «ارتدکسی قلب» سخن می‌گفت، که آن را به‌طور فزاینده‌ای در زندگی کلیسایی آمریکا غایب می‌دانست. او همچنین از نیاز به گرمی و مهربانی روح سخن می‌گفت، به ویژه هنگام برخورد با کسانی که با آن‌ها مخالف بودند، که این خود مشکلی رو به رشد در ارتدکس شرقی در آمریکا و کشمکش میان به اصطلاح «سنت‌گرایان» و «مدرنیست‌ها» بود. رُز تأکید می‌کرد که می‌توان ثابت‌قدم بود، بدون نیاز به به خطر انداختن آموزه‌های بنیادین مسیحی در مورد محبت، صبر و رحمت نسبت به دیگران.

## تالیفات
رُز با استفاده از یک دستگاه چاپ دستی در کتاب‌فروشی خود در بلوارگیری، مجله دوماهنامهٔ «کلام ارتدوکس» (The Orthodox Word) را در ژانویه ۱۹۶۵ تأسیس کرد؛ این نشریه هنوز هم (با دستگاه‌های چاپ مدرن) منتشر می‌شود. او همچنین ده‌ها عنوان دیگر را نیز تألیف و منتشر کرد، از جمله «وحی خدا به قلب انسان»، «ارتدکس و دین آینده»، «نیهیلیسم: ریشه‌های انقلاب عصر مدرن»، و «روح پس از مرگ»؛ تمامی این کتاب‌ها همچنان در دست چاپ هستند. او کتاب «الهیات جزمی ارتدوکس» اثر مایکل پومازانسکی را ترجمه و چاپ کرد که همچنان متنی مرجع برای طلاب روحانی و افراد غیرروحانی است. رُز کتاب‌هایش را به زبان روسی ترجمه کرد و آن‌ها به‌طور گسترده به عنوان سامیزدات (انتشارات زیرزمینی) در اتحاد جماهیر شوروی توزیع شدند، اگرچه تا پس از فروپاشی رژیم کمونیستی به‌طور رسمی منتشر نشدند.
او همچنین یکی از اولین مسیحیان ارتدوکس شرقی آمریکایی بود که آثار مهم چندین تن از آبای کلیسا را به انگلیسی ترجمه کرد. به این ترتیب، او اولین ترجمه انگلیسی نامه‌های منتخب بارسانوفیوس غزه و یوحنای رسول را تهیه کرد که قرار بود در وعده‌های غذایی برای شاگردان راهب جوانش با صدای بلند خوانده شود و بعدها توسط اخوت سنت هرمان آلاسکا منتشر شد.